# Liste der Stolpersteine in Coburg

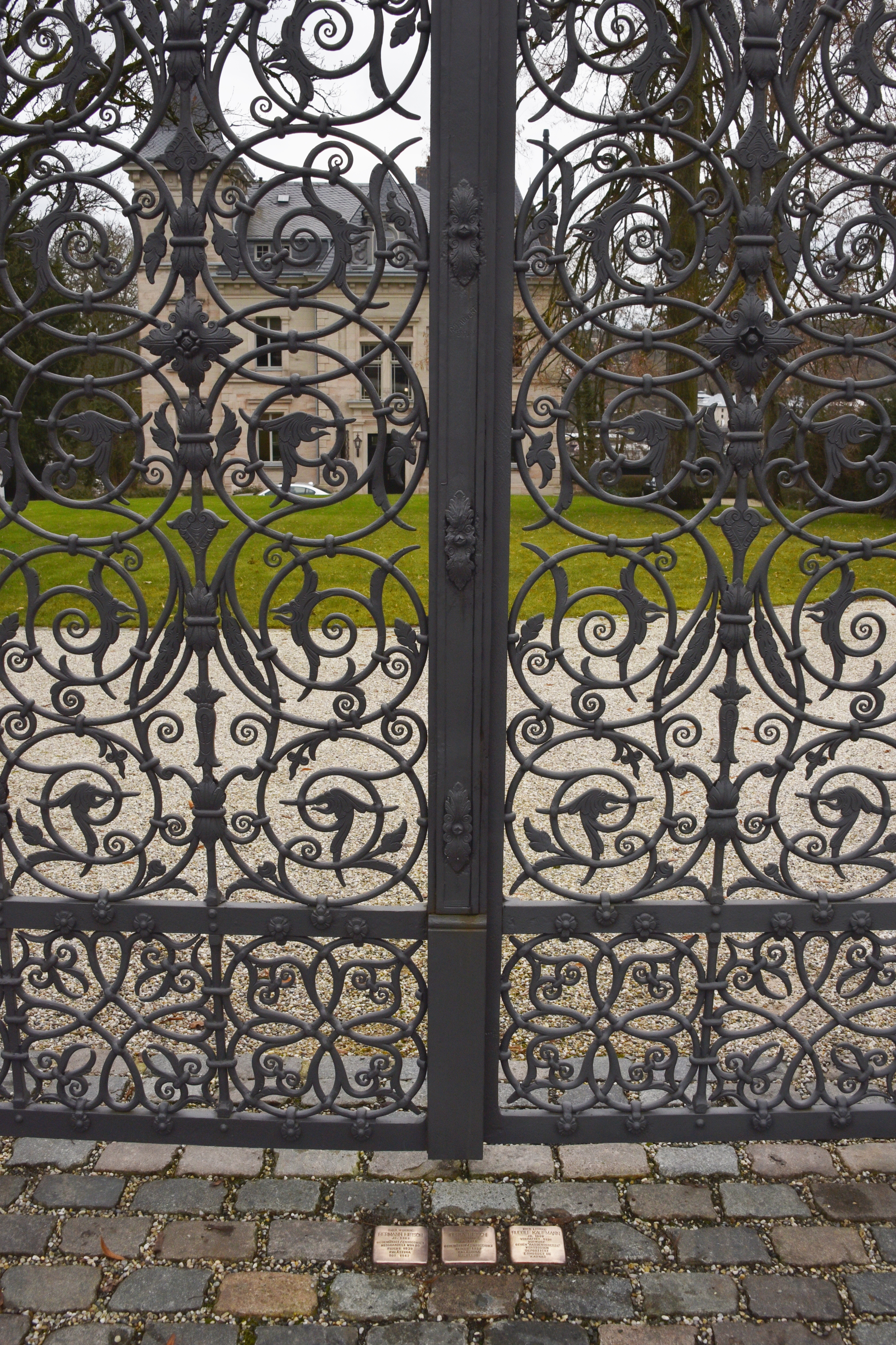
Stolpersteine in Coburg

Diese Liste der Stolpersteine in Coburg enthält die Stolpersteine, die im Rahmen des gleichnamigen Kunstprojekts von Gunter Demnig in Coburg verlegt wurden. Mit ihnen soll Opfern des Nationalsozialismus gedacht werden, die in Coburg lebten und wirkten.
Die 10 cm × 10 cm × 10 cm großen Betonquader mit Messingtafel sind in den Bürgersteig vor jenen Häusern eingelassen, in denen die Opfer einmal zu Hause waren. Die Inschrift der Tafel gibt Auskunft über ihren Namen, ihr Alter und ihr Schicksal. Die Stolpersteine sollen dem Vergessen der Opfer der nationalsozialistischen Gewaltherrschaft entgegenwirken.

## Liste der Stolpersteine
In Coburg wurden 116 Stolpersteine an 57 Anschriften verlegt. (Stand August 2021)
| Stolperstein | Inschrift | Verlegeort                                                         | Name, Leben |
| --- | --- | ------------------------------------------------------------------ | --- |
| | HIER WOHNTE ISRAEL ALTMANN JG. 1866 DEPORTIERT 1942 THERESIENSTADT TOT                                                                                            | Sally-Ehrlich-Straße 10 ·                                          | Israel Altmann |
| | HIER WOHNTE JAKOB ALTMANN JG. 1867 DEPORTIERT 1942 ERMORDET IN THERESIENSTADT                                                                                     | Kreuzwehrstraße 9 ·                                                | Jakob Altmann |
| | HIER WOHNTE SALI ALTMANN GEB. BRAND JG. 1869 DEPORTIERT 1942 THERESIENSTADT ÜBERLEBT                                                                              | Sally-Ehrlich-Straße 10 ·                                          | Sali Altmann |
| | HIER ARBEITETE DR. MORITZ BAER JG. 1877 GEDEMÜTIGT / ENTRECHTET MISSHANDELT VON SA FLUCHT 1938 ARGENTINIEN ÜBERLEBT                                               | Spitalgasse 4 ·                                                    | Dr. Moritz Baer |
| | HIER WOHNTE DR. MARTIN BAER JG. 1885 MISSHANDELT VON SA FLUCHT 1939 LONDON TOT 1942                                                                               | Webergasse 26 ·                                                    | Dr. Martin Baer |
| | HIER WOHNTE THERESE BAUER JG. 1879 EINGEWIESEN 1920 'HEILANSTALT' KUTZENBERG ERMORDET 1941 IN LANDESANSTALT SCHLOSS HARTHEIM / LINZ                               | Gemüsemarkt 1 ·                                                    | Therese Bauer |
| | HIER WOHNTE FRIEDA BAUMWOLLSPINNER GEB. FREUND JG. 1876 DEPORTIERT ERMORDET IN AUSCHWITZ                                                                          | Judengasse 8 ·                                                     | Frieda Baumwollspinner |
| | HIER WOHNTE HERMANN BAUMWOLLSPINNER JG. 1912 VERHAFTET 1933 VON SS MISSHANDELT DEPORTIERT ERMORDET IN AUSCHWITZ                                                   | Judengasse 8 ·                                                     | Hermann Baumwollspinner |
| | HIER WOHNTE WOLF BAUMWOLLSPINNER JG. 1882 DEPORTIERT ERMORDET IN AUSCHWITZ                                                                                        | Judengasse 8 ·                                                     | Wolf Baumwollspinner |
| | HIER WOHNTE ELLY BERNSTEIN GEB. SAALFELD JG. 1882 DEPORTIERT 1941 ERMORDET IN RIGA                                                                                | Marienberg 2a ·                                                    | Elly Bernstein |
| | HIER WOHNTE IVAN BERNSTEIN JG. 1869 DEPORTIERT 1941 ERMORDET IN RIGA                                                                                              | Marienberg 2a ·                                                    | Ivan Bernstein |
| | HIER WOHNTE LOTTI BERNSTEIN JG. 1906 DEPORTIERT 1941 RIGA ÜBERLEBT                                                                                                | Marienberg 2a ·                                                    | Lotti Bernstein |
| | HIER WOHNTE URSULA BERNSTEIN JG. 1910 DEPORTIERT 1941 ERMORDET IN RIGA                                                                                            | Marienberg 2a ·                                                    | Ursula Bernstein |
| | HIER WOHNTE ISIDOR BISSBERG JG. 1873 'SCHUTZHAFT' 1933 MISSHANDELT VON SS FLUCHT 1933 SCHWEIZ ÜBERLEBT                                                            | Spitalgasse 7 ·                                                    | Isidor Bissberg |
| | HIER WOHNTE MORITZ BISSBERG JG. 1882 'SCHUTZHAFT' 1933 MISSHANDELT VON SS 1933 COBURG VERLASSEN ?                                                                 | Spitalgasse 7 ·                                                    | Moritz Bissberg |
| | HIER WOHNTE DR. ERICH BRAUN JG. 1898 VERHAFTET 1933 DACHAU ENTLASSEN 1934 FLUCHT 1934 BERLIN ÜBERLEBT                                                             | Bahnhofstraße 40 ·                                                 | Dr. Erich Braun war praktischer Arzt. Das Haus Bahnhofstraße 40, in dem er wohnte, Teil eines Jugendstil-Doppelhauses, wurde in den 1980er Jahren für die Erweiterung der HUK-Coburg abgebrochen. |
| | HIER WOHNTE SIEGFRIED BRAUN JG. UNBEKANNT 'SCHUTZHAFT' 1933 MISSHANDELT VON SS 1942 COBURG VERLASSEN ?                                                            | Spitalgasse 1 ·                                                    | Salomon Siegfried Braun (geboren am 13. Februar 1873 in Elblag, Westpreußen; ermordet am 23. Januar 1942 im Ghetto Litzmannstadt, Generalgouvernement) gehörte das Schuhwaren-Fachgeschäft Stern & Co. in Coburgs Spitalgasse 1. Die Familie wohnte jedoch in Coburgs Rosenauer Straße 7. Er war der Vater von Dr. med. Erich Braun (siehe oben). |
| | HIER WOHNTE DR. MORITZ CRAMER JG. 1877 DEPORTIERT 1941 ERMORDET IN RIGA                                                                                           | Mohrenstraße 9a ·                                                  | Dr. Moritz Cramer |
| | HIER WOHNTE DR. RUDOLF DÄBRITZ JG. 1880 GEDEMÜTIGT / DRANGSALIERT AUS DEM AMT GEDRÄNGT COBURG VERLASSEN NACH WÜRZBURG ?                                           | Gymnasiumsgasse 2 ·                                                | Dr. Rudolf Däbritz war Lehrer und von 1919 bis 1934 Direktor des Gymnasiums Casimirianum. |
| | HIER WOHNTE PAULA DERKS JG. 1882 EINGEWIESEN 1931 'HEILANSTALT' KUTZENBERG ERMORDET 1941 IN 'HEILANSTALT' PIRNA-SONNENSTEIN ?                                     | Raststraße 4                                                       | Paula Derks |
| | HIER WOHNTE BERTA DRATTLER GEB. ROSNER JG. 1881 DEPORTIERT 1941 ERMORDET IN RIGA                                                                                  | Ketschengasse 26 ·                                                 | Berta Drattler |
| | HIER WOHNTE HERMANN EHRLICH JG. 1882 VERHAFTET 1938 DURCH COBURG GETRIEBEN GEFÄNGNISHAFT ENTLASSEN 1939 FLUCHT 1939 USA ÜBERLEBT                                  | Sally-Ehrlich-Straße 10 ·                                          | Hermann Ehrlich |
| | HIER WOHNTE MAX EHRLICH JG. 1888 FLUCHT 1937 FRANKREICH INTERNIERT GURS ERMORDET IM LAGER                                                                         | Sally-Ehrlich-Straße 10 ·                                          | Max Ehrlich |
| | HIER WOHNTE SALLY EHRLICH JG. 1878 DEPORTIERT 1942 IZBICA ERMORDET                                                                                                | Sally-Ehrlich-Straße 10 ·                                          | Sally Ehrlich |
| | HIER WOHNTE BERTA FORCHHEIMER GEB. KAISER JG. 1897 UNFREIWILLIG VERZOGEN 1938 GOTHA FLUCHT 1939 ENGLAND 1940 USA ÜBERLEBT                                         | Bahnhofstraße 30 ·                                                 | Berta Forchheimer |
| | HIER WOHNTE EMIL FORCHHEIMER JG. 1890 'SCHUTZHAFT' 1938 GEFÄNGNIS COBURG FLUCHT 1939 ENGLAND 1940 USA ÜBERLEBT                                                    | Bahnhofstraße 30 ·                                                 | Emil Forchheimer |
| | HIER WOHNTE FRANZ FORCHHEIMER JG. 1926 KINDERTRANSPORT 1939 ENGLAND 1940 USA ÜBERLEBT                                                                             | Bahnhofstraße 30 ·                                                 | Franz Forchheimer |
| | HIER WOHNTE HELEN FORCHHEIMER GEB. KRÄMER JG. 1899 FLUCHT 1938 HOLLAND 1939 USA ÜBERLEBT                                                                          | Bahnhofstraße 28 ·                                                 | Helen Forchheimer |
| | HIER WOHNTE MAX FORCHHEIMER JG. 1884 FLUCHT 1938 SCHWEDEN 1939 USA ÜBERLEBT                                                                                       | Bahnhofstraße 28 ·                                                 | Max Forchheimer |
| | HIER WOHNTE PETER FORCHHEIMER JG. 1924 FLUCHT 1937 USA ÜBERLEBT                                                                                                   | Bahnhofstraße 30 ·                                                 | Peter Forchheimer |
| | HIER WOHNTE ROBERT FORCHHEIMER JG. 1925 UNFREIWILLIG VERZOGEN 1938 BERLIN FLUCHT 1938 HOLLAND 1939 USA ÜBERLEBT                                                   | Bahnhofstraße 28 ·                                                 | Robert Forchheimer |
| | HIER WOHNTE RUTH FORCHHEIMER GEB. KRAUS JG. 1923 UNFREIWILLIG VERZOGEN 1938 BERLIN FLUCHT 1938 HOLLAND 1939 USA ÜBERLEBT                                          | Bahnhofstraße 28 ·                                                 | Ruth Forchheimer |
| Bild gesucht Der Benutzer GeorgDerReisende ( Diskussion ) wünscht sich an dieser Stelle ein Bild vom Ort mit diesen Koordinaten 50.255812 10.970472 . Motiv: direkt vor dem Eingang zum Schulgebäude: der Stolperstein für Edith Frank Falls du dabei helfen möchtest, erklärt die Anleitung , wie das geht. BW                      | HIER LERNTE EDITH FRANK JG. 1920 FLUCHT 1937 USA | Glockenberg (Eingang zum Alexandrinum)                             | Edith Frank |
| | HIER WOHNTE JAMES FRANK JG. 1901 MISSHANDELT VON SS FLUCHT 1939 WEST-AFRIKA ÜBERLEBT                                                                              | Mohrenstraße 1a ·                                                  | James Frank |
| | HIER WOHNTE JENNY FRANK GEB. ISRAELSKI JG. 1868 HEIMATORT 1929 VERLASSEN DEPORTIERT 1942 ERMORDET 1942 IN THERESIENSTADT                                          | Mohrenstraße 1a ·                                                  | Jenny Frank |
| | HIER WOHNTE MAX FRANK JG. 1865 MISSHANDELT VON SA TOT AN FOLGEN 1938                                                                                              | Mohrenstraße 1a ·                                                  | Max Frank |
| | HIER WOHNTE ABRAHAM FRIEDMANN JG. 1873 GEDEMÜTIGT / DRANGSALIERT MISSHANDELT VON SS HEIMATORT UNFREIWILLIG VERLASSEN 1933 BERLIN FLUCHT FRANKREICH TOT 1938 PARIS | Ketschendorfer Straße 2 ·                                          | Abraham Friedmann (1873–1938) war Direktor der „Fleischfabrik Großmann“. |
| | HIER WOHNTE BETTY FRIEDMANN GEB. REICHMANNSDORFER JG. 1880 DEPORTIERT 1942 IZBICA ERMORDET                                                                        | Ketschengasse 6 ·                                                  | Betty Friedmann |
| | HIER WOHNTE JAKOB FRIEDMANN JG. 1876 'SCHUTZHAFT' 1933 MISSHANDELT VON SS IN DER ALTEN PRÜGELSTUBE TOT 1941                                                       | Ketschengasse 6 ·                                                  | Jakob Friedmann |
| | HIER WOHNTE KARL FRIEDMANN JG. 1869 DEPORTIERT 1942 ERMORDET IN THERESIENSTADT                                                                                    | Rosenauer Straße 7                                                 | Karl Friedmann |
| | HIER WOHNTE DORA FROHMANN GEB. KORN JG. 1855 DEPORTIERT 1942 THERESIENSTADT ERMORDET                                                                              | Ketschengasse 6 ·                                                  | Dora Frohmann |
| | HIER WOHNTE BERTHOLD GERLICHER JG. 1899 IM WIDERSTAND / SPD 'SCHUTZHAFT' 1933 IN DER PRÜGELSTUBE MISSHANDELT VON SS ÜBERLEBT                                      | Oberer Bürglass 2                                                  | Berthold Gerlicher |
| | HIER WOHNTE ELSE GERNHARDT GEB. KRÄUSSLICH JG. 1900 EINGEWIESEN 1936 'HEILANSTALT' KUTZENBERG ERMORDET 1941 IN 'HEILANSTALT' PIRNA-SONNENSTEIN                    | Zinkenwehr 7                                                       | Else Gernhardt |
| | HIER WOHNTE ADOLF GEUPEL JG. 1883 EINGEWIESEN 'HEILANSTALT' KUTZENBERG ERMORDET 1941 IN 'HEILANSTALT' PIRNA-SONNENSTEIN                                           | Blumenstraße 3 ·                                                   | Adolf Geupel |
| | HIER WOHNTE GUSTAV GÜLTNER JG. 1879 EINGEWIESEN 1941 'HEILANSTALT' KUTZENBERG ERMORDET IN ARNSDORF-SACHSEN                                                        | Steinweg 10 ·                                                      | Gustav Gültner |
| | HIER LERNTE GEORG ALEXANDER HANSEN JG. 1904 VERHAFTET 22.7.1944 HINGERICHTET 8.9.1944 BERLIN-PLÖTZENSEE                                                           | Gymnasiumsgasse 2 ·                                                | Georg Alexander Hansen war beteiligt an den Vorbereitungen auf das Hitlerattentat. |
| | HIER WOHNTE MAX HECHT JG. 1902 'SCHUTZHAFT' 1933 MISSHANDELT VON SS FLUCHT 1937 KOLUMBIEN USA ÜBERLEBT                                                            | Albertsplatz 5a ·                                                  | Max Hecht |
| | HIER WOHNTE BERTA HIRSCH GEB. DANIEL JG. 1891 GEDEMÜTIGT / ENTRECHTET FLUCHT 1939 PALÄSTINA ÜBERLEBT                                                              | Hohe Straße 30 ·                                                   | Berta Hirsch |
| | HIER WOHNTE ELSA HIRSCH GEB. MANN JG. 1877 DEPORTIERT 1942 THERESIENSTADT ERMORDET                                                                                | Mohrenstraße 14                                                    | Elsa Hirsch |
| | HIER WOHNTE HERMANN HIRSCH JG. 1885 GEDEMÜTIGT / ENTRECHTET MISSHANDELT VON SS FLUCHT 1939 PALÄSTINA TOT 1942                                                     | Hohe Straße 30 ·                                                   | Hermann Hirsch war Leiter der privaten jüdischen Volksschule |
| | HIER WOHNTE KUNO HIRSCH JG. 1868 DEPORTIERT 1942 THERESIENSTADT ERMORDET                                                                                          | Mohrenstraße 14                                                    | Kuno Hirsch |
| | HIER LERNTE ESTHER HIRSCHFELD GEB. HIRSCH JG. 1920 GEDEMÜTIGT / ENTRECHTET FLUCHT 1935 PALÄSTINA ÜBERLEBT                                                         | Untere Anlage 1 · (Haupteingang des Gymnasiums Albertinum) ·       | Esther Hirschfeld |
| | HIER WOHNTE JENNY KATZ GEB. EHRLICH JG. 1878 DEPORTIERT 1941 ERMORDET IN RIGA                                                                                     | Sally-Ehrlich-Straße 10 ·                                          | Jenny Katz |
| | HIER WOHNTE ARNO KATZENSTEIN JG. 1911 'SCHUTZHAFT' 1933 MISSHANDELT VON SS IN DER ALTEN PRÜGELSTUBE 1933 COBURG VERLASSEN NÜRNBERG ?                              | Ketschengasse 31 ·                                                 | Arno Katzenstein |
| | HIER WOHNTE RUDOLF KAUFMANN JG. 1909 VERHAFTET 1936 VORWURF GEGEN 'RASSENGESETZE' VERSTOSSEN DEPORTIERT ERMORDET IN KAUNAS                                        | Hohe Straße 30 ·                                                   | Rudolf Kaufmann war Lehrer am jüdischen Landschulheim. |
| Bild gesucht Der Benutzer GeorgDerReisende ( Diskussion ) wünscht sich an dieser Stelle ein Bild vom Ort mit diesen Koordinaten 50.25615 10.968464 . Motiv: Untere Realschulstraße vor dem Eingang zum Schulgebäude: der Stolperstein für Siegbert Kaufmann Falls du dabei helfen möchtest, erklärt die Anleitung , wie das geht. BW | HIER LERNTE SIEGBERT KAUFMANN JG. 1923 FLUCHT 1936 USA | Untere Realschulstraße 2 (Eingang zum Ernestinum)                  | Siegbert Kaufmann |
| | HIER WOHNTE JULIUS KLEIN JG. 1876 DEPORTIERT 1941 ERMORDET IN RIGA                                                                                                | Mohrenstraße 21 ·                                                  | Julius Klein |
| | HIER WOHNTE KLARA KLEIN GEB. OETTINGER JG. 1888 DEPORTIERT 1941 ERMORDET IN RIGA                                                                                  | Mohrenstraße 21 ·                                                  | Klara Klein |
| | HIER WOHNTE LEONHARD KLEIN JG. 1886 'SCHUTZHAFT' 1933 IN DER PRÜGELSTUBE MISSHANDELT VON SS FLUCHT 1937 PALÄSTINA ÜBERLEBT                                        | Kanonenweg 33 ·                                                    | Leonhard Klein |
| | HIER WOHNTE SOPHIE KLEIN GEB. MANNHEIMER JG. 1902 FLUCHT 1937 PALÄSTINA ÜBERLEBT                                                                                  | Kanonenweg 33 ·                                                    | Sophie Klein |
| | HIER WOHNTE FRANZ XAVER KLINGLER JG. 1875 MISSHANDELT VON SA TOT AN FOLGEN 1933                                                                                   | Ketschengasse 1                                                    | Franz Xaver Klingler war Redakteur des Coburger Volksblatts. |
| | HIER WOHNTE HERMINE KOHN GEB. KIRSCHNER JG. 1878 DEPORTIERT 1942 IZBICA ERMORDET                                                                                  | Mohrenstraße 10 ·                                                  | Hermine Kohn |
| | HIER WOHNTE JENNY KOHN GEB. SANDER JG. 1881 DEPORTIERT 1942 IZBICA ERMORDET                                                                                       | Sally-Ehrlich-Straße 1 · (damals: Zinkenwehr 42, 1946 umbenannt) · | Jenny Kohn |
| | HIER WOHNTE MAX KOHN JG. 1881 VERHAFTET 1937 'RASSENSCHANDE' VERURTEILT / DACHAU 1941 BUCHENWALD ERMORDET 1941                                                    | Sally-Ehrlich-Straße 1 · (damals: Zinkenwehr 42, 1946 umbenannt) · | Max Kohn |
| | HIER WOHNTE SIEGFRIED KOHN JG. 1873 VERHAFTET 1933 MISSHANDELT VON SS ERSTOCHEN 1938                                                                              | Mohrenstraße 10 ·                                                  | Siegfried Kohn |
| | HIER WOHNTE JULIUS KRESS JG. 1906 EINGEWIESEN 1929 'HEILANSTALT' KUTZENBERG ERMORDET 1941 IN 'HEILANSTALT' PIRNA-SONNENSTEIN                                      | Spitalgasse 13                                                     | Julius Kress |
| | HIER WOHNTE MEYER LEVENBACH JG. 1876 DEPORTIERT 1941 ERMORDET IN RIGA                                                                                             | Spitalgasse 4 ·                                                    | Meyer Levenbach |
| | HIER WOHNTE SABINE LEVENBACH GEB. BAUM JG. 1876 DEPORTIERT 1941 ERMORDET IN RIGA                                                                                  | Spitalgasse 4 ·                                                    | Sabine Levenbach |
| | HIER WOHNTE ELSE LEWY GEB. LIPP JG. 1891 DEPORTIERT 1941 ERMORDET IN RIGA                                                                                         | Spitalgasse 4 ·                                                    | Else Lewy |
| | HIER WOHNTE WALTER LEWY JG. 1928 DEPORTIERT 1941 ERMORDET IN RIGA                                                                                                 | Spitalgasse 4 ·                                                    | Walter Lewy |
| | HIER WOHNTE BELLA LUDWIG GEB. KAHN JG. 1888 DEPORTIERT 1941 ERMORDET IN RIGA                                                                                      | Bahnhofstraße 25a · (Zugang über den Mohrenweg) ·                  | Bella Ludwig |
| | HIER WOHNTE MARTIN MANNHEIMER JG. 1898 'SCHUTZHAFT' 1933 MISSHANDELT VON SS KRANKENHAUS COBURG FLUCHT 1939 FRANKREICH / USA ÜBERLEBT                              | Heiligkreuzstraße 22 ·                                             | Martin Mannheimer |
| | HIER WOHNTE DR. ALFRED MASUR JG. 1869 VERHAFTET 1933 MISSHANDELT TOT 6.2.1941                                                                                     | Steinweg 15 ·                                                      | Dr. Alfred Masur |
| | HIER WOHNTE LUDWIG MEYER JG. 1886 'SCHUTZHAFT' 1933 MITGLIED SPD MISSHANDELT VON SS ÜBERLEBT                                                                      | Mohrenstraße 36 ·                                                  | Ludwig Meyer war von 1945 bis 1948 Bürgermeister von Coburg |
| | HIER LERNTE JOACHIM MORGENTAU JG. 1904 IM WIDERSTAND FLUCHT 1932 SCHWEIZ SPANIEN / USA ÜBERLEBT                                                                   | Gymnasiumsgasse 2 ·                                                | Joachim Morgenthau wurde im Jahr 1975 das Große Verdienstkreuz der Bundesrepublik Deutschland verliehen. |
| | HIER WOHNTE ELISABETH NEBL JG. 1913 EINGEWIESEN 1938 'HEILANSTALT' KUTZENBERG ERMORDET 1940 IN LANDESANSTALT SCHLOSS HARTHEIM / LINZ                              | Gemüsemarkt 4 ·                                                    | Elisabeth Nebl |
| | HIER WOHNTE CHARLOTTE NOMBURG GEB. HEYMANN JG. 1897 DEPORTIERT 1941 ERMORDET IN ŁODZ /LITZMANNSTADT                                                               | Steinweg 17                                                        | Charlotte Nomburg |
| | HIER WOHNTE GEORG NOMBURG JG. 1885 DEPORTIERT 1941 ERMORDET IN ŁODZ /LITZMANNSTADT                                                                                | Steinweg 17                                                        | Georg Nomburg |
| | HIER WOHNTE HANS NOMBURG JG. 1894 FLUCHT 1939 CHILE ÜBERLEBT | Steinweg 17                                                        | Hans Nomburg |
| | HIER WOHNTE SUSI NOMBURG GEB. BERNSTEIN JG. 1904 FLUCHT 1939 CHILE ÜBERLEBT                                                                                       | Steinweg 17                                                        | Susi Nomburg |
| | HIER WOHNTE EDUARD PLAUT JG. 1868 DEPORTIERT 1942 THERESIENSTADT ERMORDET                                                                                         | Steinweg 15 ·                                                      | Eduard Plaut |
| | HIER WOHNTE ALFRED PLESSNER JG. 1887 DEPORTIERT 1941 ERMORDET IN RIGA                                                                                             | Mohrenstraße 9b ·                                                  | Alfred Plessner |
| | HIER WOHNTE MARGARETHE PLESSNER GEB. LOHDE JG. 1892 DEPORTIERT 1941 ERMORDET IN RIGA                                                                              | Mohrenstraße 9b ·                                                  | Margarethe Plessner |
| | HIER WOHNTE CHRISTIAN REICHENBECHER JG. 1894 IM WIDERSTAND / SPD 'SCHUTZHAFT' 1933 IN DER PRÜGELSTUBE MISSHANDELT VON SS ÜBERLEBT                                 | Schillerplatz 3                                                    | Christian Reichenbecher |
| | HIER LERNTE HILDE REINSTEIN GEB. EHRLICH JG. 1918 GEDEMÜTIGT / ENTRECHTET FLUCHT 1938 ENGLAND ÜBERLEBT                                                            | Untere Anlage 1 · (Haupteingang des Gymnasiums Albertinum) ·       | Hilde Reinstein |
| | HIER WOHNTE ROSA ROSENTHAL GEB. FORCHHEIMER JG. 1880 DEPORTIERT 1941 ERMORDET IN RIGA                                                                             | Judengasse 20 ·                                                    | Rosa Rosenthal |
| | HIER WOHNTE BERTA ROTHSCHILD GEB. FROHMANN JG. 1880 DEPORTIERT 1941 ERMORDET IN RIGA                                                                              | Ketschengasse 6 ·                                                  | Berta Rothschild |
| | HIER WOHNTE SIMON ROTHSCHILD JG. 1867 DEPORTIERT 1941 ERMORDET IN RIGA                                                                                            | Ketschengasse 6 ·                                                  | Simon Rothschild |
| | HIER LERNTE ANNE RUBIN GEB. FORCHHEIMER JG. 1927 GEDEMÜTIGT / ENTRECHTET FLUCHT 1938 USA ÜBERLEBT                                                                 | Bahnhofstraße 30 ·                                                 | Anne Rubin |
| | HIER WOHNTE MARTIN SAALFELD JG. 1877 DEPORTIERT 1941 ERMORDET IN RIGA                                                                                             | Raststraße 11                                                      | Martin Saalfeld |
| | HIER WOHNTE META SAALFELD GEB. FLEISCHER JG. 1896 DEPORTIERT 1941 ERMORDET IN RIGA                                                                                | Raststraße 11                                                      | Meta Saalfeld |
| | HIER WOHNTE LOTTE SANDER JG. 1924 FLUCHT 1939 USA ÜBERLEBT | Steinweg 38                                                        | Lotte Sander |
| | HIER WOHNTE THEKLA SANDER GEB. REILINGER JG. 1882 DEPORTIERT 1941 ERMORDET IN RIGA                                                                                | Steinweg 38                                                        | Thekla Sander |
| | HIER WOHNTE WILHELM SANDLER JG. 1876 'SCHUTZHAFT' 1933 MISSHANDELT VON SS HEIMATORT UNFREIWILLIG VERLASSEN 1936 ILMENAU AUSCHWITZ ERMORDET 1943                   | Nordlehne 3                                                        | Wilhelm Sandler |
| | HIER WOHNTE ARTHUR SCHÄFFLER JG. 1883 EINGEWIESEN 1933 'HEILANSTALT' KUTZENBERG ERMORDET 1941 IN 'HEILANSTALT' PIRNA-SONNENSTEIN                                  | Kreuzwehrstraße 1 ·                                                | Arthur Schäffler |
| | HIER WOHNTE FRIEDRICH SCHNEIDER JG. 1883 IM WIDERSTAND / SPD 'SCHUTZHAFT' 1933 IN DER PRÜGELSTUBE MISSHANDELT VON SS ÜBERLEBT                                     | Baumschulenweg 9 ·                                                 | Friedrich Schneider |
| | HIER WOHNTE OTTO SIMON JG. 1900 'SCHUTZHAFT' 1933 MITGLIED SPD MISSHANDELT VON SS ÜBERLEBT                                                                        | Markt 9                                                            | Otto Simon |
| | HIER ARBEITETE KONRAD SOERGEL JG. 1877 GEDEMÜTIGT / DRANGSALIERT AUS DEM AMT GEDRÄNGT TOT AN DEN FOLGEN 1940                                                      | Markt 2–3                                                          | Konrad Soergel war Direktor der Sparkasse. |
| | HIER WOHNTE IGNAZ STERN JG. 1873 DEPORTIERT 1941 ERMORDET IN RIGA                                                                                                 | Judengasse 20 ·                                                    | Ignaz Stern |
| | HIER WOHNTE ROSA STERN GEB. ROSENTHAL JG. 1877 DEPORTIERT 1941 ERMORDET IN RIGA                                                                                   | Judengasse 20 ·                                                    | Rosa Stern |
| | HIER WOHNTE HESSLEIN STRAUSS JG. 1876 DEPORTIERT 1942 IZBICA ERMORDET                                                                                             | Steinweg 38                                                        | Hesslein Strauß |
| | HIER WOHNTE ERNA TAUBALD JG. 1914 EINGEWIESEN 1935 'HEILANSTALT' KUTZENBERG ERMORDET 1940 IN LANDESANSTALT SCHLOSS HARTHEIM / LINZ                                | Hutstraße 50 ·                                                     | Erna Taubald |
| | HIER ARBEITETE ERICH UNVERFÄHR JG. 1885 GEDEMÜTIGT / DRANGSALIERT AUS DEM AMT GEDRÄNGT HEIMATORT VERLASSEN 1931 TOT IN WÜRZBURG                                   | Markt 1 ·                                                          | Erich Unverfähr war von 1924 bis 1931 Oberbürgermeister. |
| | HIER WOHNTE JULIUS WEISS JG. 1881 DEPORTIERT 1941 ERMORDET IN RIGA                                                                                                | Mohrenstraße 1a ·                                                  | Julius Weiß |
| | HIER WOHNTE SELMA WEISS GEB. KOHNLEIN JG. 1884 DEPORTIERT 1941 ERMORDET IN RIGA                                                                                   | Mohrenstraße 1a ·                                                  | Selma Weiß |
| | HIER WOHNTE ALFRED WERTHEIMER JG. 1929 FLUCHT 1936 USA | Steinweg 53                                                        | Alfred Wertheimer |
| Bild gesucht Der Benutzer GeorgDerReisende ( Diskussion ) wünscht sich an dieser Stelle ein Bild vom Ort mit diesen Koordinaten 50.263776 10.960261 . Motiv: Raststraße 6: die Stolpersteine für die Familie Wertheimer Falls du dabei helfen möchtest, erklärt die Anleitung , wie das geht. BW                                     | HIER WOHNTE EDITH WERTHEIMER JG. 1926 FLUCHT 1938 ARGENTINIEN | Raststraße 6                                                       | Edith Wertheimer |
| | HIER WOHNTE ELSA WERTHEIMER GEB. FRANKENBERG JG. 1897 FLUCHT 1938 ARGENTINIEN                                                                                     | Raststraße 6                                                       | Elsa Wertheimer geb. Frankenberg |
| | HIER WOHNTE HEINZ 'HENRY' WERTHEIMER JG. 1926 FLUCHT 1936 USA | Steinweg 53                                                        | Heinz Wertheimer |
| | HIER WOHNTE JULIUS WERTHEIMER JG. 1886 FLUCHT 1936 USA | Steinweg 53                                                        | Julius Wertheimer |
| | HIER WOHNTE KÄTHE WERTHEIMER GEB. MEINSTEIN JG. 1896 FLUCHT 1936 USA                                                                                              | Steinweg 53                                                        | Käthe Wertheimer |
| | HIER WOHNTE NATHAN WERTHEIMER JG. 1890 FLUCHT 1938 ARGENTINIEN | Raststraße 6                                                       | Nathan Wertheimer |
| | HIER WOHNTE HEINRICH ZEILBERGER JG. 1891 'SCHUTZHAFT' 1933 MISSHANDELT VON SS 1933 DACHAU FLUCHT 1937 PALÄSTINA ÜBERLEBT                                          | Steinweg 16                                                        | Heinrich Zeilberger |
| | HIER WOHNTE LEO ZEILBERGER JG. 1894 'SCHUTZHAFT' 1933 MISSHANDELT VON SS 1933 DACHAU FLUCHT 1937 PALÄSTINA ÜBERLEBT                                               | Steinweg 16                                                        | Leo Zeilberger |
| | HIER WOHNTE HEINRICH ZUCKER JG. 1881 FLUCHT 1939 ARGENTINIEN ÜBERLEBT                                                                                             | Steinweg 19                                                        | Heinrich Zucker |

## Verlegedaten
Die Stolpersteine in Coburg wurden an folgenden Tagen von Gunter Demnig verlegt:
- 14. August 2009: Bahnhofstraße 40, Gymnasiumsgasse 2 (Georg Alexander Hansen), Hohe Straße 30, Judengasse 20, Ketschengasse 6 (Betty und Dora Friedmann, Berta und Simon Rothschild), Marienberg 2a, Markt 1, Mohrenstraße 14, Sally-Ehrlich-Straße 10, Spitalgasse 4, Steinweg 15
- 1. Juni 2010: Bahnhofstraße 25a und 30, Judengasse 8 (Hermann und Wolf Baumwollspinner), Ketschengasse 1, Mohrenstraße 1a, 9a, 9b, 10 und 21, Untere Anlage 1, Zinkenwehr 7
- 26. November 2010: Blumenstraße 3, Gemüsemarkt 1 und 4, Hutstraße 50, Kreuzwehrstraße 1, Raststraße 4, Spitalgasse 13, Steinweg 10, Webergasse 26
- 29. Juni 2011: Gymnasiumsgasse 2 (Rudolf Däbritz), Ketschengasse 6 (Jakob Friedmann) und 26, Markt 9, Mohrenstraße 36, Schillerplatz 3, Spitalgasse 1 und 7, Steinweg 17, 19 und 38
- 28. November 2011: Steinweg 16
- 29. November 2011: Markt 2–3
- 31. Juli 2012: Albertsplatz 5a, Judengasse 8 (Frieda Baumwollspinner), Ketschendorfer Straße 2, Ketschengasse 31, Oberer Bürglass 2, Sally-Ehrlich-Straße 1 und 10 (Hermann und Max Ehrlich)
- 15. Juli 2013: Bahnhofstraße 28 und 30 (Berta, Emil, Franz und Peter Forchheimer), Baumschulenweg 9, Gymnasiumsgasse 2 (Joachim Morgenthau), Kanonenweg 33, Kreuzwehrstraße 9, Nordlehne 3, Raststraße 11, Rosenauer Straße 7
- 26. Oktober 2017: Seidmannsdorfer Straße 12
- 9. März 2020: Steinweg 53 (Alfred, Heinz, Julius und Käthe Wertheimer)
- 21. August 2021: Raststraße 6, Löwenstraße 23, Viktoriastraße 1, Hohe Straße 30[40]

Anlässlich der Wiederkehr der Novemberpogrome 1938 in der Nacht vom 9. auf den 10. November wurden im Jahr 2020 von unbekannten Bürgern der Stadt Kerzen bei den Stolpersteinen aufgestellt. Es handelte sich um eine Aktion von hoher Symbolkraft und ein Zeichen lebender Erinnerungskultur. Die Verlegungen vom 21. August 2021 (sechs Stolpersteine und eine Stolperschwelle) wurden in obenstehender Liste noch nicht vollständig berücksichtigt.